# Fontaine de Moïse (Berne)
Pour les articles homonymes, voir Fontaine de Moïse.
La fontaine de la Moïse, appelée en allemand Mosesbrunnen, est une fontaine de la ville de Berne, en Suisse.

## Histoire
La statue a été construite en 1544. Après avoir été endommagée par une tempête, elle a été reconstruite entre 1790 et 1791. Le bassin de style Louis XVI a conçu par Nicolas Sprüngli. La statue représente Moïse portant les dix commandements aux Tribus d'Israël. Moïse est représenté avec deux rayons de lumière qui sortent de sa tête, représentation de Exode 34,29-35 qui dit qu'après sa rencontre avec Dieu, Moïse vit sa peau devenir ardente.
La fontaine est inscrite comme bien culturel suisse d'importance nationale.

## Sources
- (en) Cet article est partiellement ou en totalité issu de l’article de Wikipédia en anglais intitulé « Mosesbrunnen » (voir la liste des auteurs).